# 한영 (가수)
한영(본명: 한지영, 1978년 12월 16일 ~ )은 대한민국의 가수이자 배우, 방송인이다.

## 경력
- 2014년 충청남도 당진시 홍보대사
- 2013년 제주지구력승마대회 홍보대사
- 2008년 국산 돼지고기 홍보대사
- 2008년 MBC ESPN '질레트 5+1 퓨전사커' 홍보대사
- 2008년 제6대 국군방송 홍보대사
- 2005년 ~ 2008년 그룹 'LPG' 멤버

## 수상
- 1998년 슈퍼엘리트모델 선발대회 3위

## 데뷔
- 2005년 LPG 정규 앨범 "Long Pretty Girls"

## 앨범

### 솔로음반
- 1st Invitation(2008년)
- Diet(2009년)
- 빠빠(2014년)
- 기억속에서...(2015년)
- 거울아(2016년)

## 방송
- 2022년 JTBC 《아는형님》 - 게스트
- 2019년 JTBC 《슈가맨 시즌 3》
- 2018년 MBC 《미스터리 음악쇼 복면가왕》 - 엄지 엄지 척~♬ 굿걸! <참가자>
- 2017년 SBS 아침드라마 《해피시스터즈》 - 윤상은 역
- 2017년 SBS 《미운 우리 새끼》
- 2016년 SBS 아침드라마 《내 사위의 여자》 - 백진주 역
- 2014년 KBS2 월화드라마 《트로트의 연인》 - 라디오 DJ 역
- 2011년 MBC 일일시트콤《몽땅 내 사랑》 - 한영 역
- 2009년 OGN 《한영의 락유》
- 2008년 MBC 드라마넷 《MT왕》
- 2008년 KBS 《해피선데이》
- 2008년 MBC 일일시트콤 《코끼리》
- 2007년 SBS 《도전 1000곡》
- 2007년 MBC 《신비한TV 서프라이즈》
- 2006년 KBS 《웃음충전소》
- 2006년 청주방송 《전국 TOP 10 가요쇼》
- 2005년~2008년 KBS1 《가족오락관》

## 특이사항

### 장신
한국 여자 연예인 중에서 가장 다리 길이 긴 여자 연예인으로 유명하며, 발끝부터 골반까지 무려 128cm이다. 기네스북에 등재하였다.

### 갑상선암 수술
2012년 갑상선암이 발견되어 수술을 하며 전후 한동안 방송에 출연하지 않았다.